# Arlandatornet

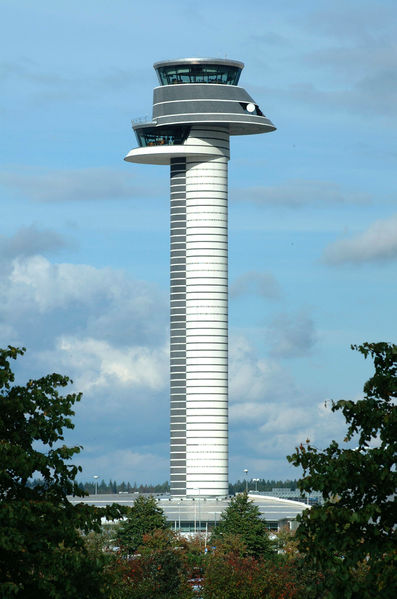
Arlandas kontrolltorn

Arlandatornet är ett kontrolltorn vid Arlanda flygplats. Bygget började juli 1999 och blev klart maj 2001, till en kostnad av 114 miljoner kronor. Tornet togs i drift den 23 december 2001, är 83 meter högt (90 meter inklusive masten), och vid klart väder är det möjligt att se Globen i Stockholm och domkyrkan i Uppsala. En viktig anledning till att tornet byggdes var byggandet av bana 01R/19L, som blev klar 2003. Flygledarna måste kunna se alla banor.
Flygledarna arbetar högst upp i tornet, i ett operationsrum på 90 kvadratmeter. På våningen under finns rampkontrollen, de som fördelar flygplanen på olika terminaler och gater. 
Den konstnärliga utsmyckningen står konstnären Silja Rantanen för. Den består av rader ur författaren och flygaren Antoine de Saint-Exupérys texter.

## Arkitektur
År 1995 genomfördes en tävling om vem som skulle rita det nya tornet på Arlanda; vinnaren blev Wingårdh arkitektkontor. Både in- och utvändiga detaljer på tornet har inspirerats av flygplansdelar: fönsterjalusierna är vingklaffar och taket i entrén är undersidan av en flygplansvinge. 
Tornets utsida är prydd med svarta och vita terrazzoband i direktgjuten cementmosaik. Det svarta symboliserar tekniken och det vita människan. Utbyggnaderna högst upp skall symbolisera de två korparna Hugin och Munin som flög och vakade över jorden åt Oden i den gamla nordiska mytologin.

## Konstruktion
Tornet är byggt med klätterform med gjutetapper på cirka 3,25 meter. Vid gjutningen användes självkompakterande betong som pumpades upp till gjutstället direkt från pumpbilens ficka via ett rör i ena hisschaktet. Tornet är slakarmerat samt och försett med efterspänd armering från grunden upp till cirka 50 meter stålvajrar i tornet. Tornets fundament går ner elva meter under marknivå. Detta gör att tornet svajar endast 7 millimeter i vind.
Tornet är beklätt med terrazzoelement som monterades uppifrån och ner, vilket var första gången i världshistorien som denna metod användes. Elementen monterades med hjälp av klätterbryggan som användes till formen vid gjutningen, men denna gång klättrade man neråt.
Klätterbryggan användes även som upplag för ställning för beklädnad av "torncabbarnas" undersidor.

### Fotnoter
1. ↑  Nisse Larsson (20 oktober 2003). ”Utsikten är vårt bästa hjälpmedel”. Dagens nyheter. http://www.dn.se/insidan/utsikten-ar-vart-basta-hjalpmedel/. Läst 14 mars 2017.